# Castelo de Serpa

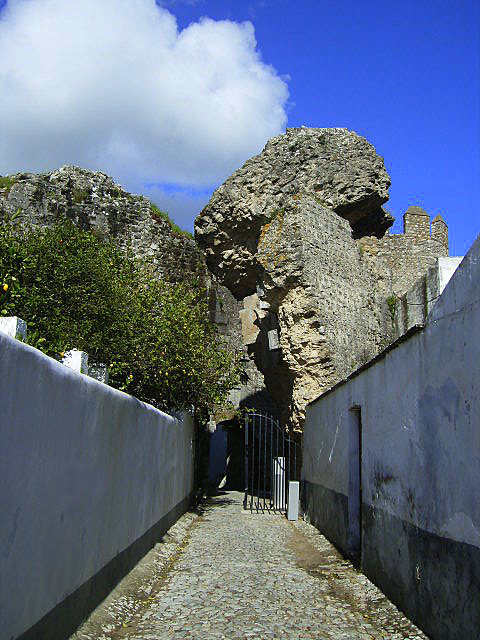
Castelo de Serpa, Portugal: aspecto da entrada.

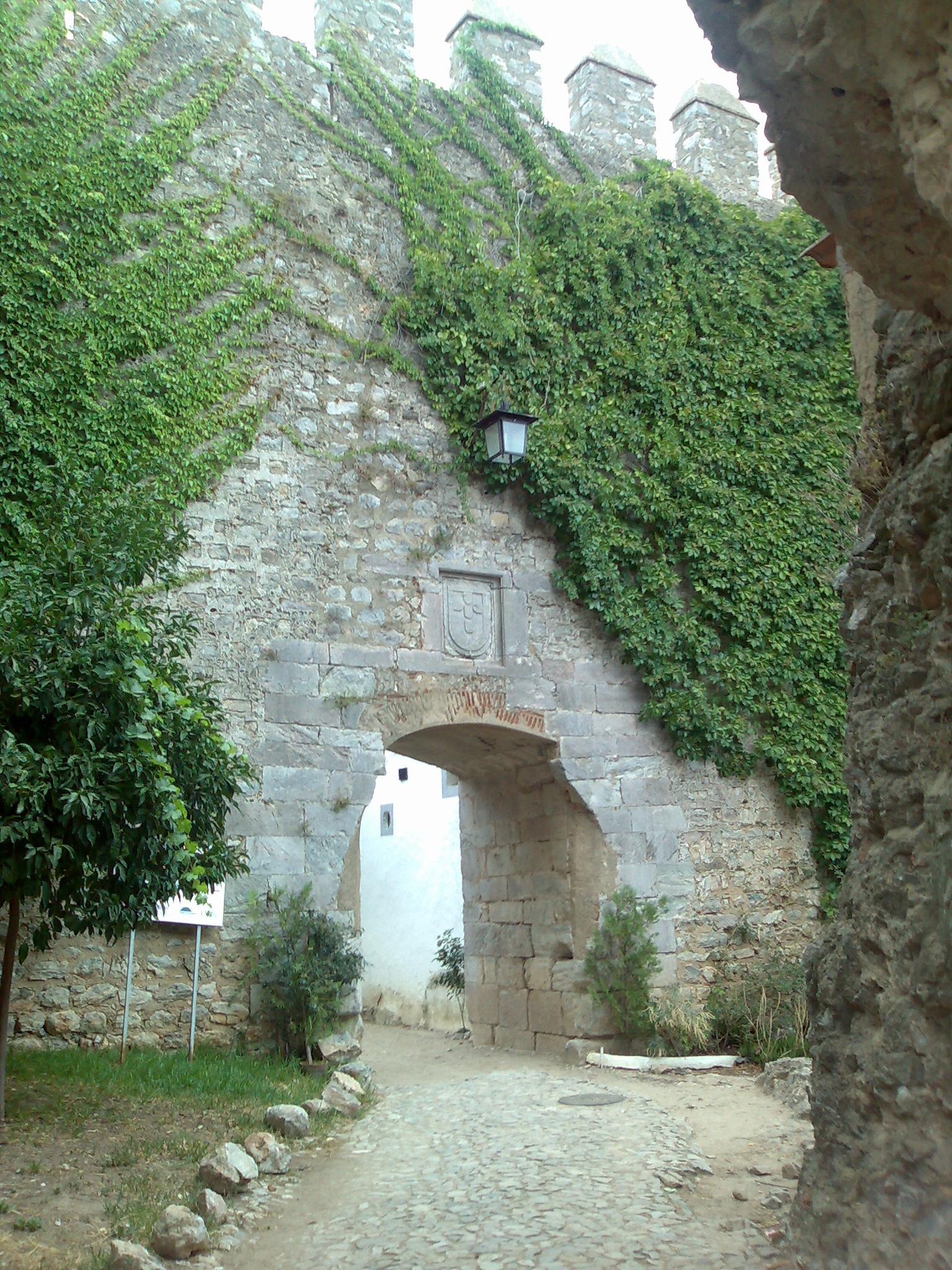
Castelo de Serpa: aspecto da entrada.

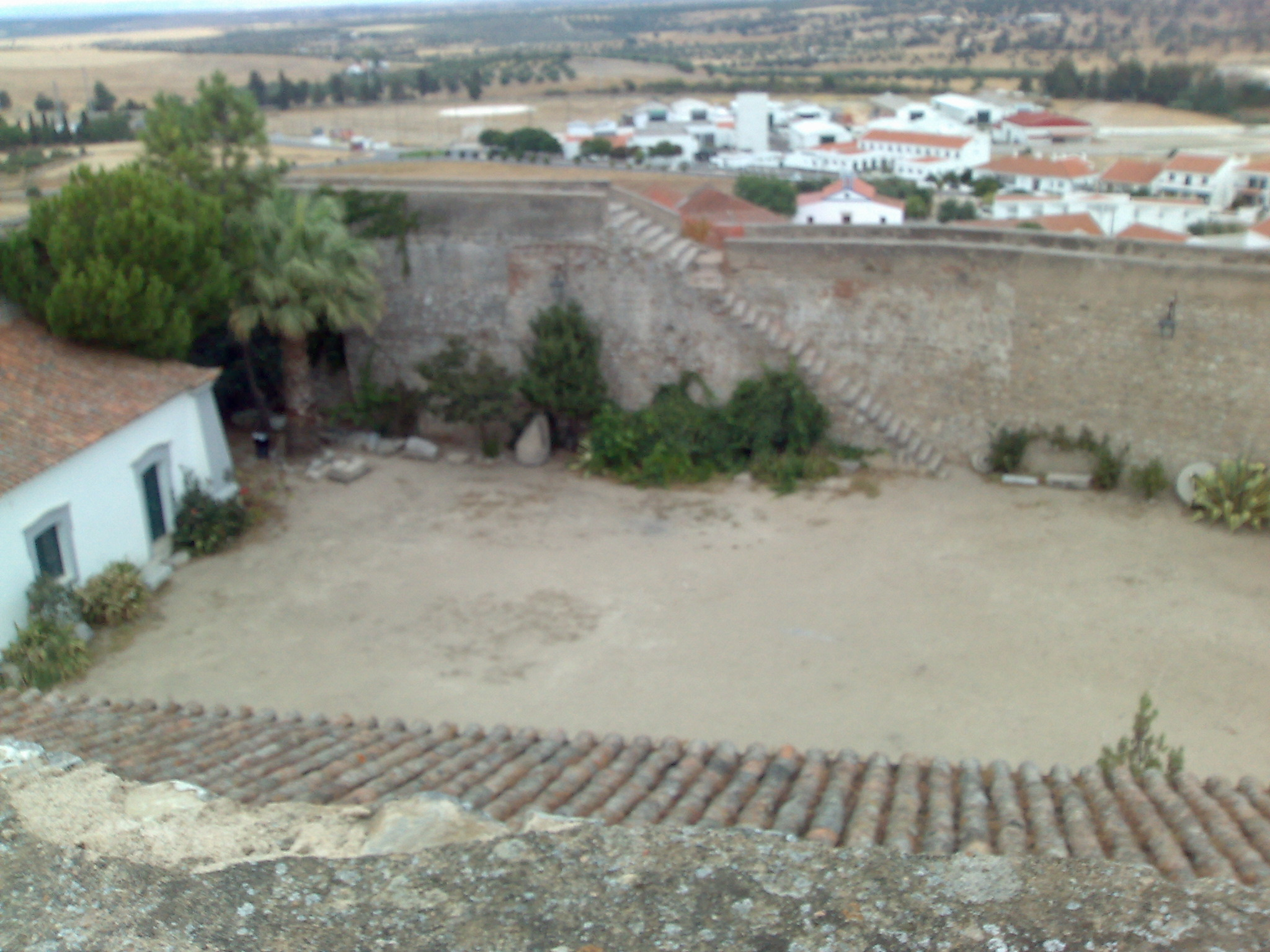
Castelo de Serpa: aspecto do interior.

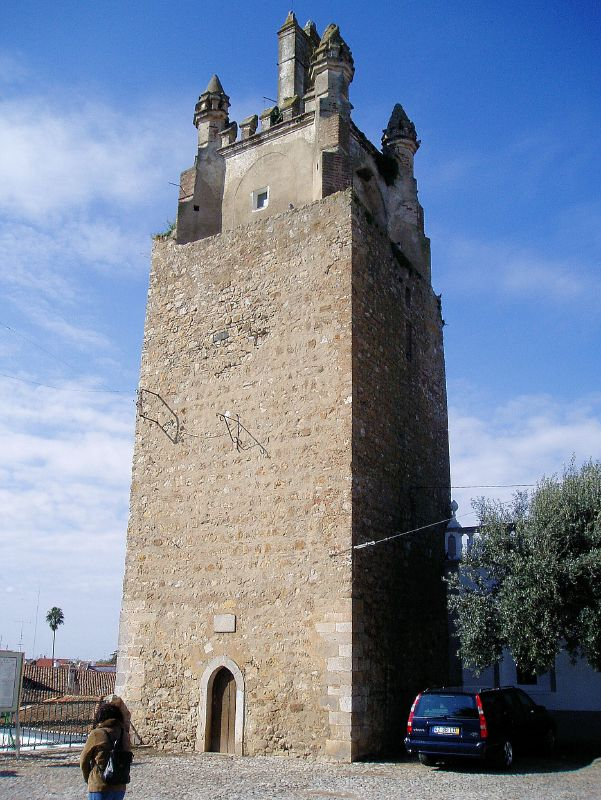
Castelo de Serpa: torre do relógio.

O Castelo de Serpa localiza-se na freguesia de Serpa (Salvador e Santa Maria), cidade e município de Serpa, no distrito de Beja, no Baixo Alentejo, em Portugal.
Em posição dominante sobre a povoação, integra o território da margem esquerda do rio Guadiana, juntamente com os vizinhos Castelo de Moura, Castelo de Mértola (este na margem direita) e Castelo de Noudar.
Em meados do século XX, o conjunto do castelo e das muralhas de Serpa foi classificado como Monumento Nacional por Decreto publicado em 30 de Janeiro de 1954, no mesmo ano em que o estado adquiriu um troço da muralha à condessa de Cuba.

## História

### Antecedentes
A primitiva ocupação humana de seu sítio remonta à pré-história, posteriormente romanizado, quando já se denominava Serpa, convivendo com a estrada que ligava Beja ao Sul da Hispânia. Acredita-se que aqui tenha existido uma fortificação romana com a função de proteger este trecho do percurso. Com a queda do Império Romano, conheceu a presença de Alanos e Vândalos, quando se instalaram na Bética, dos Suevos, quando se expandiram para o Sul, e mais duradouramente, dos Visigodos, sucedidos, a partir do século VIII pelos Muçulmanos, que a fortificaram.

### O castelo medieval
À época da Reconquista cristã da Península Ibérica, a povoação e seu castelo foram inicialmente conquistadas ou por tropas sob o comando de D. Afonso Henriques (1112-1185) ou pelo grupo sob o comando de Geraldo Sem-Pavor, em incursão promovida em 1166 no território além do rio Guadiana.
Retornou à posse muçulmana quando da grande ofensiva almóada de Iacube Almançor até ao rio Tejo (1191), quando os cristãos se mantiveram em poder apenas de Évora, em todo o Alentejo. Mais tarde, as forças de D. Sancho II recuperariam estas terras, sendo Serpa conquistada em 1232 e os seus domínios entregues a D. Fernando, irmão do soberano.
Duas décadas mais tarde, tendo D. Afonso III (1248-1279) concluído a conquista do Algarve, Afonso X de Castela impugnou-lhe jurídicamente estes domínios. O domínio de Serpa e das terras além do rio Guadiana igualmente se inseria nessa disputa, tendo sido cedidas ao monarca castelhano em 1271. A disputa só veio a terminar em 1283, com a cedência destes à rainha D. Beatriz, filha de D. Afonso X, viúva de D. Afonso III e mãe do rei D. Dinis (1279-1325). Com a retificação da fronteira, sob o reinado deste, a povoação recebeu o seu primeiro Foral (1295), com privilégios idênticos aos dos moradores de Évora, época em que se iniciou a reconstrução da antiga fortificação muçulmana, aproveitando-se de parte das primitivas muralhas de taipa. Para esse fim, a Ordem de Avis fez doação de um terço das rendas das igrejas de Moura e Serpa para "refazimento e mantimento dos alcáceres dos ditos castellos" (1320). Rui de Pina, na Crónica de D. Dinis, assinala Serpa entre as vilas cujos "alcáceres e castellos fez de fundamento".
À época da crise de 1383-1385, a vila e seu castelo tomaram partido pelo Mestre de Avis, tendo servido como base de operações para as tropas portuguesas em diversas incursões no território castelhano.
Nas Cortes de 1455, os habitantes de Serpa pleitearam que, para remédio do decréscimo da população, causado pelas guerras e pelas pestes, D. Afonso V (1438-1481) concedesse aos futuros moradores o privilégio da isenção, quase que integral, durante vinte anos, de serviços militares ou municipais. O soberano, entretanto, limitou essa concessão aos estrangeiros e reduziu para dez anos o prazo originalmente reclamado.
Sob o reinado de D. Manuel I (1495-1521), Serpa e seu castelo encontram-se figurados por Duarte de Armas (Livro das Fortalezas, c. 1509), onde pode ser apreciada a dimensão da obra dionisina: um castelo com os muros amparados por torreões de planta cilíndrica e quadrangular, dominado por uma imponente torre de menagem; a seus pés, a vila envolvida por uma muralha dupla também reforçada por torres. O soberano concedeu o Foral Novo à vila em 1513, tendo concedido o domínio da povoação e seu castelo a seu filho, o infante D. Luís, duque de Beja.

### Da Guerra da Restauração aos nossos dias
Durante a Crise de sucessão de 1580, fracamente guarnecidas, Serpa e seu castelo caíram diante das tropas espanholas sob o comando de Sancho d’Ávila (1580). No momento da Restauração da Independência de Portugal, dos primeiros a hastear o pendão de Portugal, os domínios da vila e seu castelo foram doados por D. João IV (1640-1656) ao Infante D. Pedro (1641), incorporando-se à Casa do Infantado. Configurando-se a Guerra da Restauração, à semelhança de outras praças na região fronteiriça, também esta sofreu obras de modernização, com projeto a cargo do arquiteto Nicolau de Langres que, entretanto não foram concluídas. A projetada fortaleza abaluartada que deveria defender a povoação foi apenas parcialmente executada, materializada no Forte de São Pedro de Serpa, concluído em 1668.
Ocupada durante a Guerra de Sucessão da Espanha, fez-se explodir o seu paiol de pólvora, destruindo-se uma das torres, na sequência da retirada das forças espanholas sob o comando do duque de Ossuna (1707).
Arruinada pelo tempo, em 1870 registravam-se grandes desmoronamentos na alvenaria das muralhas e torres.
Em 1958 iniciaram-se trabalhos de consolidação do troço do aqueduto junto à Porta de Beja. Posteriormente, em 1973 foram adquiridos imóveis para demolição e desobstrução de novos troços das muralhas, bem como foram procedidos trabalhos de recuperação do troço existente à rua das Varandas, que prosseguiram no ano seguinte com a consolidação de troços junto à Porta de Moura e o reboco da Torre do Relógio. Nova campanha de reparação no troço de muralhas na rua das Varandas teve lugar em 1977, sucedendo-se, na década de 1980, novas intervenções na zona do castelo (1980, 1981-1982, 1983-1984, 1985-1986 e 1988).
No ano 2000, em decorrência dos fortes temporais na região, derruiu um troço da muralha.

## Características
O castelo ergue-se no centro histórico da povoação, a duzentos e trinta metros acima do nível do mar. No plano mais elevado, junto à muralha, a norte, implanta-se a alcáçova, de planta quadrangular.
A cerca da vila apresenta planta ovalada, reforçada por cubelos e torres de planta quadrangular e semicircular, rematada por merlões prismáticos. Nela se rasgavam originalmente três portões monumentais (Porta de Moura, a nordeste, Porta de Beja, a noroeste e a Porta de Sevilha a sul, esta última hoje desaparecida) flanqueados por dois torreões cilíndricos chanfrados, estes com merlões de remate pentagonal. O pano oeste das muralhas é encimado por um aqueduto assente em arcada de vão redondo, unindo o Palácio dos Condes de Ficalho, do lado norte e uma gigantesca nora assente num poço, junto ao ângulo sudeste, construída no século XVII para abastecer o palácio. Em período posterior foram abertas a Porta da Corredoura e a Porta Nova.
A muralha da alcáçova é reforçada pela Torre de Menagem, de planta quadrangular, adossada ao pano sul, de que resta a parte inferior; por um cubelo de planta semicircular pelo mesmo lado e por uma torre de planta retangular no ângulo sudeste, junto à qual é ainda visível uma parte da barbacã que a envolvia. Ali se encontra instalado o Museu Arqueológico de Serpa, expondo os testemunhos recuperados na região do Concelho, do Paleolítico, do Neolítico, da Idade dos Metais e da época romana.
Na praça fronteira à Igreja Matriz de Santa Maria (antiga mesquita muçulmana) ergue-se a chamada Torre do Relógio, de planta quadrangular, onde se ergue a sineira, com coruchéus de remate cônico rodeados por merlões chanfrados. Vestígio da cerca da vila, foi transformada em relógio em 1440, constituindo-se na terceira torre relojoeira mais antiga do país.
Inserido no pano das muralhas inscreve-se o Palácio dos Condes de Ficalho, em estilo maneirista, iniciado por D. Francisco de Melo, alcaide-mor de Serpa no final do século XVI e prosseguido por seus filhos, D. Pedro de Melo, governador da Capitania do Rio de Janeiro (1662-1666), e D. António Martim de Melo, bispo da Guarda.